# Karel Zlín
Karel Zlín vlastním jménem Karel Machálek (* 23. července 1937, Zlín) je český malíř, sochař a básník.

## Život
Jako dítě zažil válečné bombardování Zlína a jeho strýc Tomáš Podruh, podplukovník československé armády, byl pro svou účast v protinacistickém odboji zajat a popraven stětím v roce 1942. Otec Karla Machálka byl zaměstnán jako grafik a posléze pracoval jako vedoucí propagačního oddělení firmy Baťa. Od 40. let trávil prázdniny na venkově v Lišově v jižních Čechách a byl svědkem úpadku zemědělství za násilné kolektivizace.
Po absolvování Střední uměleckoprůmyslové školy v Uherském Hradišti (1952–1956) v letech 1957–1963 vystudoval Akademii výtvarných umění v Praze u profesora Vlastimila Rady a Karla Součka. Během studia soukromě navštěvoval sochařský ateliér Karla Hladíka. Pseudonymu Karel Zlín začal užívat od roku 1954, kdy měl obavy že název jeho rodného města, přejmenovaného komunisty na Gottwaldov, upadne v zapomnění. Roku 1967 navštívil poprvé Paříž a následujícího roku Řím a Florencii.
Po invazi vojsk Varšavské smlouvy do Československa v srpnu 1968 krátce spolupracoval s düsseldorfskou galerií Wendorf-Swetec a roku 1970 se zúčastnil prvního a zároveň posledního ročníku Mezinárodního malířského sympozia v Roudnici nad Labem. Začátkem července 1976 odjel na studijní pobyt do Francie. V roce 1977 pracoval v Nogent-sur-Marne v bývalém ateliéru sochaře Marcela Gimonda a dostal zde nabídku na samostatnou výstavu v Galerii Le Lutrin v Lyonu. Poté, co mu česká ambasáda odmítla prodloužit pobyt ve Francii, požádal zde o azyl.
Krátce pobýval také v Římě na akademii Villa Medicis. Od roku 1978 pracoval v ateliéru v Rue de Louvre v Paříži a spolupracoval s uměleckou slévárnou Coubertinovy nadace v Saint-Rémy-lés-Chevreuse. Roku 1981 získal francouzské státní občanství. Byl úspěšný ve veřejných soutěžích a svá vrcholná díla do veřejného prostoru vytvořil v době prezidentství Françoise Mitterranda v letech 1992–1993. V zahraničí měl výstavy např. ve Ville Medici v Římě (1977), Galerii André Girard v Paříži (2002) nebo Galerii Orenda v Paříži (2009, 2017).
V Československu vystavoval v roce 1967. Po pádu komunistického režimu vystavil až roku 2008 své filmové plakáty a roku 2010 měl monografickou výstavu v Alšově jihočeské galerii v Hluboké nad Vltavou.

## Dílo
V 60. letech se věnoval převážně malbě a uvedl se také jako literát svou první básnickou sbírkou Hledání (1969). Po sovětské invazi a během normalizace vytvořil v letech 1968–1976 celkem 53 filmových plakátů Kromě toho ilustroval vlastní knihy a vytvořil knižní obálky a ilustrace pro další autory (Radim Kopáč, Otočila jsem hlavu tím směrem..., 2007).
Od počátku 90. let se věnuje také sochařství. V jeho tvorbě posledních let se odráží inspirace z cest do Egypta.

### Zastoupení ve sbírkách
- Národní galerie v Praze
- Alšova jihočeská galerie v Hluboké nad Vltavou
- Galerie moderního umění, Roudnice nad Labem
- Moravská galerie v Brně
- Muzeum umění Olomouc

### Literární tvorba
Kromě výtvarné činnosti se od studentských let věnoval literatuře. Básně publikoval v časopisech Host do domu, Orientace, Tváři, Sešitech pro mladou literaturu, Archu ad. První sbírku básní vydal v roce 1969 a literatuře se věnuje průběžně až do současnosti, kdy v posledních letech také překládá jiné autory z francouzštiny (Gérard de Narval) a italštiny (Giacomo Leopardi, Ugo Pascal). Roku 1984 vyšly jeho verše v samizdatovém sborníku Básníci a samotáři, po roce 1989 publikoval v Hostu, Literárních novinách, Tvaru, Revolver Revue, Souvislostech, A2, Welesu.
- Hledán, 1969
- Dům druhých, 1979
- Poesie, 1996, V kraji oxymoronu, 2003
- V očích Gorgony, 2007
- Komety siný svit, 2008
- Nedaleko pyramid, 2009
- Oblaka naší nepřítomnosti, Pulchra, 2010, ISBN 978-80-87377-22-2